# Andrew Adamatzky
Andrew Adamatzky es un científico de computadores británico, es Director del Laboratorio de Computación No Convencional  y profesor en Computación No Convencional en el Departamento de Informática y Tecnología Creativa, Universidad del Oeste de Inglaterra, Bristol, Reino Unido.
Adamatzky es conocido por su investigación en computación no convencional. En particular,  ha trabajado en los ordenadores químicos que utilizan procesos de reacción-difusión.
Él ha utilizado moho del limo para planificar rutas de sistemas de tránsito y como componentes de sistemas nanorrobóticos, y además descubrió que buscan pastillas de valeriana, promocionados como un sedante herbal, de preferencia como nutrientes. También ha mostrado que las pelotas de billar en las computadoras billar-billa pueden ser reemplazadas por enjambres de cangrejos soldados.
Adamatzky es director del Laboratorio de Computación No Convencional, Editor Ejecutivo de la Revista de Cellular Automata (OCP Science, 2005–) y de Interational Journal of Unconventional Computing (OCP Science, 2005@–), y actual Editor Ejecutivo de Parallel Processing Letters (World Scientific, 2017–).
Apareció en el documental del 2014 The Creeping Garden y en el documental Le Blob del 2019.